# К'яра Костацца
К'яра Костацца (6 травня 1984 , Кавалезе, Трентіно-Альто-Адідже ) — італійська гірськолижниця, що спеціалізувалася на слаломі. Переможниця одного етапу Кубка світу, учасниця чотирьох зимових Олімпійських ігор та шести чемпіонатів світу.

## Результати в Кубку світу
Усі результати наведено за даними Міжнародної федерації лижного спорту.

### Підсумкові місця в Кубку світу за роками
| Сезон | Вік | Загальний залік | Слалом | Гігантський слалом | Супергігант | Швидкісний спуск | Гірськолижна комбінація |
| ----- | --- | --------------- | ------ | ------------------ | ----------- | ---------------- | ----------------------- |
| 2005  | 20  | 90              | 40     | —                  | —           | —                | —                       |
| 2006  | 21  | 37              | 12     | —                  | —           | —                | —                       |
| 2007  | 22  | 50              | 13     | —                  | —           | —                | —                       |
| 2008  | 23  | 27              | 7      | —                  | —           | —                | —                       |
| 2009  | 24  | 108             | 48     | —                  | —           | —                | —                       |
| 2010  | 25  | 66              | 22     | —                  | —           | —                | —                       |
| 2011  | 26  | 114             | 51     | —                  | —           | —                | —                       |
| 2012  | 27  | 95              | 39     | —                  | —           | —                | —                       |
| 2013  | 28  | 69              | 28     | —                  | —           | —                | —                       |
| 2014  | 29  | 50              | 17     | —                  | —           | —                | —                       |
| 2015  | 30  | 43              | 15     | —                  | —           | —                | —                       |
| 2016  | 31  | 68              | 24     | —                  | —           | —                | —                       |
| 2017  | 32  | 40              | 9      | —                  | —           | —                | —                       |
| 2018  | 33  | 52              | 19     | —                  | —           | —                | —                       |
| 2019  | 34  | 48              | 16     | —                  | —           | —                | —                       |

Станом на 16 лютого 2019 року

### П'єдестали в окремих заїздах
- 1 перемога – (1 СЛ)
- 2 п'єдестали – (2 СЛ); 32 топ-десять

| Сезон | Дата              | Місце проведення     | Дисципліна | Заїзд |
| ----- | ----------------- | -------------------- | ---------- | ----- |
| 2007  | 10 листопада 2007 | Райтеральм (Австрія) | Слалом     | 3-тє  |
| 2007  | 29 грудня 2007    | Лієнц (Австрія)      | Слалом     | 1-ше  |

## Результати на чемпіонатах світу
Усі результати наведено за даними Міжнародної федерації лижного спорту.
| Рік  | Вік | Слалом                   | Гігантський слалом       | Супергігант              | Швидкісний спуск         | Гірськолижна комбінація  |
| ---- | --- | ------------------------ | ------------------------ | ------------------------ | ------------------------ | ------------------------ |
| 2005 | 20  | НФ2                      | —                        | —                        | —                        | —                        |
| 2007 | 22  | НФ2                      | —                        | —                        | —                        | —                        |
| 2009 | 24  | травмована: не змагалась | травмована: не змагалась | травмована: не змагалась | травмована: не змагалась | травмована: не змагалась |
| 2011 | 26  | —                        | —                        | —                        | —                        | —                        |
| 2013 | 28  | 14                       | —                        | —                        | —                        | —                        |
| 2015 | 30  | 16                       | —                        | —                        | —                        | —                        |
| 2017 | 32  | НФ1                      | —                        | —                        | —                        | —                        |
| 2019 | 34  | 20                       | —                        | —                        | —                        | —                        |

## Результати на Олімпійських іграх
Усі результати наведено за даними Міжнародної федерації лижного спорту.
| Рік  | Вік | Слалом | Гігантський слалом | Супергігант | Швидкісний спуск | Гірськолижна комбінація |
| ---- | --- | ------ | ------------------ | ----------- | ---------------- | ----------------------- |
| 2006 | 21  | 8      | —                  | —           | —                | —                       |
| 2010 | 25  | НФ2    | —                  | —           | —                | —                       |
| 2014 | 29  | НФ2    | —                  | —           | —                | —                       |
| 2018 | 33  | 9      | —                  | —           | —                | —                       |